# PowerBook 165
Il PowerBook 165 è un portatile Apple che rappresenta l'evoluzione del modello 160: fu utilizzato, al posto di quello a 25 MHz, un processore a 33 MHz ed un disco rigido standard più capace. Accanto al PowerBook 145B, questo modello fu l'ultimo che faceva veramente parte della serie 100 dei PowerBook e l'ultimo laptop della Apple ad avere due porte seriali (stampante e modem). Il suo successore come modello base, il PowerBook 150, fu venduto ancora per un anno, ed anche se usava lo stesso case del 140, la sua struttura interna era basata sul PowerBook Duo, ed il PowerBook 190, un PowerBook della serie 100 solo di nome, dato che usava la scheda madre ed il case del  PowerBook 5300.
Differiva dal PowerBook 165c perché aveva il monitor in scala di grigi, mentre quest'ultimo l'aveva a colori.
Fu posto in vendita nel febbraio 1993 al prezzo di 1970 $ e dismesso nel luglio 1994.